# Regionalflughafen Watertown

i7
i11
i13
Der Watertown Regional Airport (IATA-Code: ATY, ICAO-Code: KATY) ist ein Flughafen auf 533 m Seehöhe, 3 km nordwestlich von Watertown im Codington County, South Dakota, in den Vereinigten Staaten. Die Fläche des Flughafens beträgt 372 ha und hat zwei Betonpisten mit 2102 m und 2100 m Länge, mit jeweils 30 m Breite.

## Geschichte
Der Flughafen wurde im Juni 1937 eröffnet. Während des Zweiten Weltkriegs wurde der Flugplatz von den United States Army Air Forces als Trainingsbasis für Bomber als Hilfsflugplatz des Sioux Falls Army Air Field genutzt. Damals wurde der Flugplatz zu seinem heutigen Layout mit zwei Start- und Landebahnen ausgebaut, um die B-17 Flying Fortress und die B-24 Liberator-Einheiten aufzunehmen. Im Laufe der Jahre wurde Watertown Regional von mehreren kommerziellen Fluggesellschaften angeflogen, darunter Watertown Airways, Braniff International, Mesaba Airlines, Delta Connection, Great Lakes Airlines, California Pacific Airlines und Sun Country Airlines. Bis Januar 2023 wurde der Flughafen von SkyWest Airlines, die als United Express im Rahmen des Essential-Air-Service-Programms operieren, mit täglichen Flügen nach Chicago und Denver bedient. Der Service wurde von der Denver Air Connection übernommen.

## Flugbetrieb
Im Jahre 2021 haben 12.276 Flugbewegungen stattgefunden, davon waren 8.000 lokale Bewegungen, 3.000 Zwischenlandungen, 600 Air Taxi-Flüge und 676 Frachtflüge. 29 einmotorige  und 3 zweimotorige Turboprop-Flugzeuge, sowie 3 Jetflugzeuge waren 2021 hier stationiert.